# Jean-Jacques Perrey
Jean-Jacques Perrey, född 20 januari 1929 i Amiens, Frankrike, död 4 november 2016 i Lausanne i Schweiz, var en fransk musikproducent, och en tidig pionjär inom elektronisk musik.